# Louise Astoud-Trolley
Louise Astoud-Trolley, née Louise Pauline Marie Astoud à Paris (ancien 10e arrondissement) le 15 août 1817 et morte à Caen (Calvados) le 15 janvier 1883, est une sculptrice et artiste peintre française.

## Biographie
Louise Astoud-Trolley est l'élève de sa mère et du peintre Jean-Jacques Monanteuil. Elle expose aux Salons de 1865 à 1878. Elle est secrétaire perpétuelle de l'Association des artistes fondée par Isidore Taylor. Elle est l'épouse de François Alfred Trolley de Prévaux, professeur à la faculté de droit de Caen, chevalier de la Légion d'honneur.

## Œuvres
- Auguste Préault, Salon de 1865, médaillon en bronze, Paris, musée d'Orsay[4].
- Elie Sorin, bas-relief, musée des beaux-arts d'Angers[5].
- La Vierge et l'Enfant entourés de saint Julien et saint Nicolas de Myre, huile sur toile, d'après l'œuvre de Lorenzo di Credi (1494), Allières, église paroissiale Saint-Roch[6].